# Gardziec
Gardziec (niem. Gartz, nazwa przejściowa – Garczyn, Grodzisk) – wieś w Polsce położona w województwie zachodniopomorskim, w powiecie pyrzyckim, w gminie Przelewice.
W latach 1975–1998 miejscowość administracyjnie należała do województwa szczecińskiego.
We wsi bezwieżowy kościół z kamienia o skromnych cechach gotyckich z ok. 1600 r.